# 富爾頓 (加利福尼亞州)
富爾頓（英語：Fulton）是位於美國加利福尼亞州索諾馬縣的一個人口普查指定地區。

## 地理
富爾頓的座標為38°28′54″N 122°53′46″W / 38.48167°N 122.89611°W，而該地最高點為海拔高度41米（即135英尺）。

## 人口
根據2010年美國人口普查的數據，富爾頓的面積為5.047平方千米，當中陸地面積為5.047平方千米，而水域面積為0.000平方千米。當地共有人口541人，而人口密度為每平方千米107人。